# Зелёный Кут (Донецкая область)
Зелёный Кут (укр. Зелений Кут) — село на Украине, находится в Великоновосёлковском районе Донецкой области.
Код КОАТУУ — 1421280802. Население по переписи 2001 года составляет 58 человек. Почтовый индекс — 85530. Телефонный код — 6243.

## История
4 июля 2025 года, в ходе боёв на новопавловском направлении, ВС РФ захватили село.

## Адрес местного совета
85530, Донецкая область, Великоновосёлковский район, с. Богатырь, пр. Мира, 23, 98-6-24